# Cynodon (zoologia)
Cynodon Spix, 1829 è un genere di pesci ossei d'acqua dolce appartenenti alla famiglia Cynodontidae.

## Distribuzione e habitat
Sono diffusi nei bacini idrografici del Rio delle Amazzoni e dell'Orinoco nonché nei fiumi di Guyana, Suriname e Guyana francese.

## Biologia
Sono predatori specializzati nella cattura di altri pesci.

## Specie
- Cynodon gibbus
- Cynodon meionactis
- Cynodon septenarius[1]